# Elektrická síť
Silnoproudá elektrická síť neboli elektrizační soustava je soubor jednotlivých elektrických stanic (uzlů) vzájemně propojených venkovními či kabelovými vedeními (větvemi) sloužící k vedení elektrického proudu, tj. k přenosu elektrické energie. Páteřní dálková vedení tvoří elektrickou přenosovou soustavu, vedení ke koncovým spotřebitelům tvoří elektrickou distribuční soustavu.

## Historie
První sítě byly konstruovány pro vedení stejnosměrného proudu. Tyto sítě se ukázaly jako nevhodné pro přenos energie na větší vzdálenost s ohledem na velké ztráty. Proto se jako nejvhodnější z hlediska přenosu energie pro běžný provoz celosvětově prosadily třífázové střídavé sítě umožňující vznik točivého elektromagnetického pole sloužícího k pohonu elektrických strojů, a to až na malé výjimky, například elektrická trakce. Střídavé napětí principiálně umožňuje relativně snadné (v porovnání se stejnosměrným napětím) přechody mezi jednotlivými napěťovými hladinami, a to pomocí transformátorů v trafostanicích. Hranice částí elektrické sítě jsou určeny na základě vhodných kritérií, jako napěťová hladina či majetková příslušnost apod.

## Střídavé sítě třífázové

### Zapojení soustav

Zapojení 3F soustavy do trojúhelníku

Zapojení 3F soustavy do hvězdy bez vyvedeného nulového vodiče

Vzájemné zapojení fází je buď do hvězdy (izolovaný střed, přímo uzemněný střed, střed uzemněný přes impedanci) nebo do trojúhelníku (neexistující střed), oba typy zapojení soustav lze propojit transformátorem o odpovídajícím zapojení obou vinutí, tj. primárního a sekundárního. Výhodou trojfázové soustavy je, že při lineární a symetrické (tj. ve všech třech fázích stejné) zátěži je v každém okamžiku periody součet okamžitých hodnot proudů všech fází roven nule, tj. odpadá nutnost vedení nulového vodiče.

### Topologie soustav
- kruhové sítě – sítě o zvláště nebo velmi vysokém napětí (odběrné uzly napájeny z více stran)
- paprskové sítě – sítě o vysokém nebo nízkém napětí (odběrné uzly napájeny z jedné strany)

### Regulace soustav
Elektrizační soustava se principiálně reguluje dvěma regulačními zásahy:
- regulace kmitočtu a činných výkonů probíhá pomocí regulačních prostředků, tj. synchronních turbogenerátorů, a to regulací hnacího momentu jejich společné hřídele (primární regulace výkonu)
- regulace napětí a jalových výkonů probíhá pomocí regulačních prostředků, tj. synchronních turbogenerátorů, a to regulací jejich buzení (sekundární regulace napětí), a dalších regulačních prostředků, tj. synchronních kompenzátorů, tlumivek či kondenzátorových baterií

Parametry elektrizační soustavy se dnes již přísně dodržují (zejména kmitočet jako globální hodnota) a to z důvodu vzájemné provázanosti (přifázování) všech elektráren a jejich generátorů. Pokud by některý generátor měl běžet pomaleji, projevilo by se to na velkých vyrovnávacích proudech, kdy by se pro ostatní generátory v síti jevil jako zátěž, celou sítí by tento přetížený stroj byl roztáčen, tj. běžel by jako motor. Motorická zátěž má za účinek snižování napětí a zpomalování kmitočtu. Energetici mají za úkol toto regulovat na stabilní hodnoty, a to jak např. přepínáním odboček transformátorů (regulace napětí), tak i přes např. přitápění v kotlích elektráren (regulace kmitočtu), až po odpojování zbytných zátěží. Střídavé napětí principiálně umožňuje relativně snadné (v porovnání se stejnosměrným napětím) přechody mezi jednotlivými napěťovými hladinami, a to pomocí transformátorů v trafostanicích.

### Poruchy soustav
- zkrat
  - třífázový – vodivé propojení všech tří fází
  - dvoufázový – vodivé propojení dvou fází
  - dvoufázový zemní – vodivé propojení dvou fází se zemí (soustavy zapojené do hvězdy s uzemněným středem)
  - jednofázový – vodivé propojení jedné fáze se zemí (soustavy zapojené do hvězdy s uzemněným středem)
- zemní spojení – vodivé propojení jedné fáze se zemí (soustavy zapojené do hvězdy s izolovaným středem)

- přerušení fází

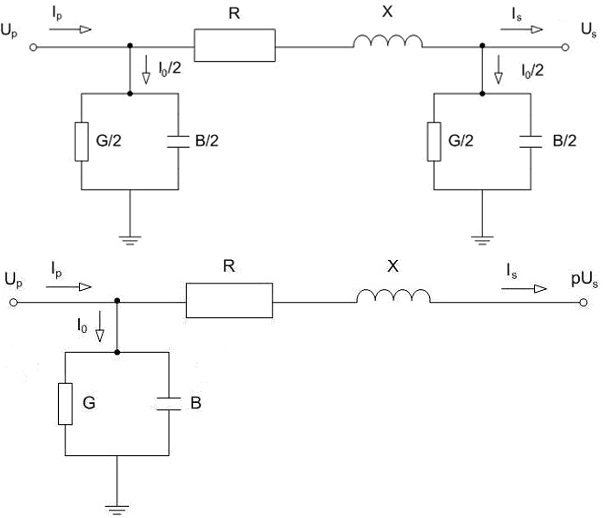
Náhradní jednopólové schéma vedení (výše) a transformátoru (níže)

  - přerušení jedné fáze – analogie dvoufázového zkratu zemního
  - přerušení dvou fází – analogie jednofázového zkratu

### Modelování soustav
Pro účely výpočtů provozních stavů soustavy se soustavy modelují dle potřeby typu výpočtu buďto ve tvaru (anglicky bus oriented) modelu, tj. elektrické stanice jsou redukovány do jednoho uzlu, anebo ve tvaru (anglicky breaker oriented) modelu, tj. elektrické stanice jsou modelovány podrobněji jednotlivými přípojnicemi a spínacími prvky, tj. výkonovými vypínači, odpínači či odpojovači. Větve sítě, tj. vedení resp. transformátory, se modelují náhradním jednopólovým schématem ve tvaru např. tzv. π resp. Γ článku o sousledných parametrech, tj. podélných R a X, tj. rezistancí (odporem) a reaktancí (indukčností), a příčných G a B, tj. konduktancí (odporový svod) a susceptancí (kapacitní svod).

## Střídavé sítě jednofázové
Sítě nízkého napětí jsou tvořeny kmenovými vedeními a na nich umístěnými odbočkami vedoucími k spotřebiteli. U sítí nízkého napětí pro účely výpočtů již musíme zohlednit nerovnoměrné zatížení fází, na rozdíl od vyšších napěťových hladin, kde uvažujeme symetrické zatížení fází. V bytovém rozvodu je předepsáno vytvořit několik navzájem nezávislých napájecích obvodů (zásuvky, světla, sporák, myčka, pračka, sušička), každý je pak připojen z důvodů rovnoměrnějšího zatížení k jiné fázi rozvodné sítě.
V české i evropské elektrické síti nízkého napětí nalezneme střídavé napětí o kmitočtu 50 Hz a jmenovitém efektivním fázovém (napětí vztažené vůči zemi (nulovému vodiči)) resp. sdruženém (napětí vztažené vůči sousedním fázím) napětí 230 V resp. 400 V. Maximální napětí (amplituda) během periody trvající 0,02 s je asi 325 V, toto napětí je vztaženo vůči zemi. Historicky existují výjimky, například některé domy ve Starém Městě v Praze mají ještě historické rozvody dimenzovány na jmenovité fázové napětí 120 V. Ve Spojených státech, Kanadě, Mexiku, Brazílii a v několika dalších zemích se používá v rozvodné soustavě kmitočet 60 Hz, ve Spojených státech jmenovité fázové napětí 120 V.
Historicky se v kontinentální části Evropy používalo střídavé napětí o kmitočtu 50 Hz a jmenovité hodnotě 220 V, zatímco ve Spojeném království se používal kmitočet 50 Hz a jmenovité napětí 240 V. Z technických i politických důvodů nebylo možné, aby se napětí v síti UK snížilo a na kontinentě zvýšilo. Při takzvané harmonizaci byla proto redefinována tolerance napětí v síti tak, že jmenovité napětí je nyní jednotně 230 V, aniž by došlo k jakékoliv faktické změně v rozvodných soustavách. Nové výrobky mají normované napájení 230 V a jsou schopny v rámci své povinné tolerance k provozu v obou soustavách. Používání starších výrobků pro soustavu 220 V nebo 240 V může způsobit při převozu do druhé oblasti problémy (napájení bude nižší nebo vyšší, než na jaké byl spotřebič navržen/schválen). U citlivějších spotřebičů (např. praček a sušiček), které jsou citlivé na přesnost sítě a hlídají si kvalitu napájení, úroveň napětí a jeho kmitočet, může být nutno použít ve slabých koncových sítích frekvenční měnič, protože transformátory převádí pouze napětí, nikoli kmitočet.

## Stejnosměrné sítě

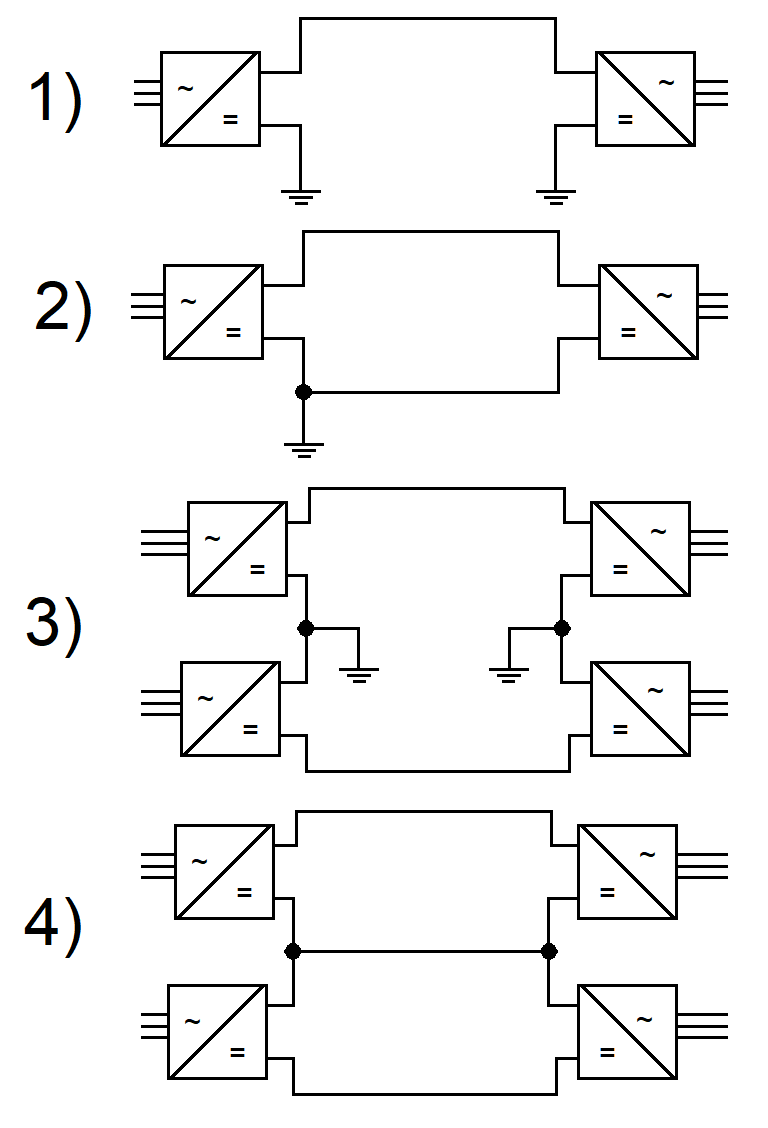
Základní topologie HVDC sítí:
1) Jednopólové zapojení se zemním návratem
2) Jednopólové zapojení se zpětným vodičem
3) Dvojpólové zapojení se zemním návratem
4) Dvojpólové zapojení se zpětným vodičem

Stejnosměrné sítě byly historicky prvními rozvodnými sítěmi. V současné době se používají zejména pro tyto účely:
- Trakční systémy využívají stejnosměrná napětí o velikostech 600 V; 750 V; 1,5 kV a 3 kV
- Dálková vedení HVDC (High Voltage Direct Current), případně UHVDC (Ultra High Voltage Direct Current)
- Podmořská propojení

### Trakční soustavy
Trakční sítě NN se využívají pro napájení tramvají, metra, trolejbusů a příměstských vlaků. Napájecí stanice (měnírny) jsou připojeny k distribuční síti 22 kV a napětí se v nich transformuje a poté usměrňuje neřízenými usměrňovači (není tedy možné vracet energii do nadřazené sítě, např. při rekuperačním brzdění). Tramvajové sítě jsou obvykle paprskové jednostranně napájené. Sítě pro metro a železnici bývají oboustranně napájené. Obvykle je kladný pól v troleji (na sběrači) a záporný pól v kolejnicích. Může to být ale i obráceně, čehož se využívá v Brně a v Ostravě. Trakční sítě VN se používají na železnici, například síť 1,5 kV pro dráhy na jihu Francie a v Nizozemí, nebo síť 3 kV, která je využívána pro železniční dopravu na severu ČR, dále např. v Polsku, Itálii a na Slovensku. Umožňuje vyšší výkonové zatížení tratě a má menší ztráty ve vedeních než soustava 1,5 kV. Napájení se obvykle provádí ze dvou protilehlých stran, což zajišťuje vyšší spolehlivost.

### Dálková vedení
Mezi výhody dálkového přenosu energie pomocí stejnosměrného proudu patří větší přenosová schopnost, neboť je možné přenášet výkony až v řádu GW na tisíce km. Pro propojení dvou bodů postačuje menší počet vodičů - v případě jednopólového zapojení může být i jen jeden. U běžně používaných dvojpólových uspořádání pak lze při poruše jednoho z vodičů provozovat vedení s poloviční kapacitou. Dále je možné propojit dvě soustavy s odlišnými frekvencemi, neprojevuje se skinefekt, není nutná kompenzace účiníku a délka vedení není omezená kapacitními proudy ani vlnovou délkou (6000 km při 50Hz). Nevýhodami naopak jsou nutnost nákladných měníren, emise vyšších harmonických a nebezpečí koroze kovových částí v zemi při jednopólovém přenosu vlivem bludných proudů.

### Podmořské kabely
Podmořské kabely se používají k propojení mezi dvěma pevninami, nebo mezi pevninou a ostrovem, neboť kabel přenášející střídavý proud by se při dlouhé vzdálenosti choval jako válcový kondenzátor. Takto je například spojená Francie s Anglií kabelem o napětí 100 kV. Stejným způsobem jsou s pevninou spojené např. ropné plošiny a větrné farmy v Severním moři.

## Názvosloví a typy sítí
Označení vodičů v síti:
- pracovní vodič – vodič proudové soustavy, který slouží k vedení proudu při provozu zařízení, pracovní vodiče jsou: fázové a nulové (AC síť), krajní a střední (DC síť)
- střední vodič – vodič připojený na střed (uzel) zdroje, bez ohledu, zda je spojen se zemí či nikoliv (DC síť)
- nulový vodič – vodič připojen na nulový bod zdroje, bez ohledu, zda je spojen se zemí či nikoliv (AC síť)
- ochranný vodič – vodič pro spojení částí neživých za účelem ochrany před nebezpečným dotykovým napětím bez ohledu na to, zda je současně vodičem pracovním či nikoliv
- PEN vodič – vodič spojující funkci nulového a ochranného vodiče
- náhodný ochranný vodič – vodič vytvořený souvislými částmi splňujícími podmínky ochranného vodiče a použitý pro ochranu před nebezpečným dotykem

Označení uzemnění:
- země – v tomto smyslu jde o část zemského tělesa, která je využita pro uzemňování. Je to označení jak pro místo, tak pro látku, která zemi tvoří
- uzemnění – vodivé spojení živých nebo neživých částí se zemí
- ochranné uzemnění – přímé spojení vodivých částí elektrického zařízení, se zemí, za účelem ochrany před nebezpečným dotykem
- pracovní uzemnění – přímé uzemnění některé části proudového obvodu (např. uzlu zdroje, středního vodiče v síti) nebo nepřímé uzemnění přes svodiče přepětí v libovolném místě sítě, které se zřizuje z důvodů bezpečnosti provozu rozvodné soustavy
- zemnič – vodivé těleso (jednoduché nebo složené z několika vzájemně spojených elektrod), uložené do země tak, aby vytvořilo vodivé spojení se zemí
- zemnič strojený – záměrně zřízený zemnič
- zemnič náhodný – vodivé předměty, vybudované sice k jinému účelu, avšak v zemi trvale uložené a mající dobré spojení se zemí

Rozvodné sítě se značí dvěma písmeny, u nejrozšířenější sítě TN se používají ještě dvě doplňková písmena, která dále specifikují provedení této sítě.
První písmeno značí vztah mezi vodiči:
- T (z francouzského terré – uzemněný) – jeden bod sítě je spojen se zemí
- I (z francouzského isolé – izolovaný) – síť je izolovaná od země, případně je jeden bod sítě spojen se zemí přes velkou impedanci

Druhé písmeno značí vztah mezi neživou částí a zemí:
- T (z francouzského terré – uzemněný) – přímé spojení neživé části se zemí
- N (z francouzského neutré – neutrální, nulový) – přímé spojení neživé části s uzemněným bodem sítě

Další písmeno/písmena značí uspořádání nulových a ochranných vodičů:
- C (z francouzského combiné – kombinovaný) – sloučení ochranného a nulového vodiče v jeden (PEN)
- S (z francouzského separé – oddělený) – ochranný vodič (PE) je veden odděleně od pracovních vodičů

|                                                                    |                                                            | | |                                                                        |
| TT: oddělený nulový pracovní vodič (N) od zdroje až ke spotřebiči. | TN-C: kombinovaný vodič PE a N od zdroje až ke spotřebiči. | TN-S: oddělený ochranný vodič (PE) a nulový pracovní vodič (N) od zdroje až ke spotřebiči, které nejsou vzájemně propojeny v žádném bodě za distribučním bodem | TN-C-S: kombinovaný vodič PEN z transformátoru do distribučního bodu, ale oddělené vodiče PE a N v pevných vnitřních kabelech a flexibilních napájecích kabelech. | IT: zdroj nemá žádné uzemnění nebo má jen spojení s vysokou impedancí. |